# Epilecta linogrisea
Epilecta linogrisea là một loài bướm đêm thuộc họ Noctuidae. Nó được tìm thấy ở miền trung và nam châu Âu, Algérie, Maroc, Kavkaz, Armenia, Thổ Nhĩ Kỳ, tây bắc Iran, Syria, Israel và Liban.
Sải cánh dài 32–41 mm. Con trưởng thành bay từ tháng 5 đến tháng 9.
Ấu trùng ăn nhiều loại cây thân thảo khác nhau như Digitalis purpurea và Stellaria và Primula.

## Hình ảnh

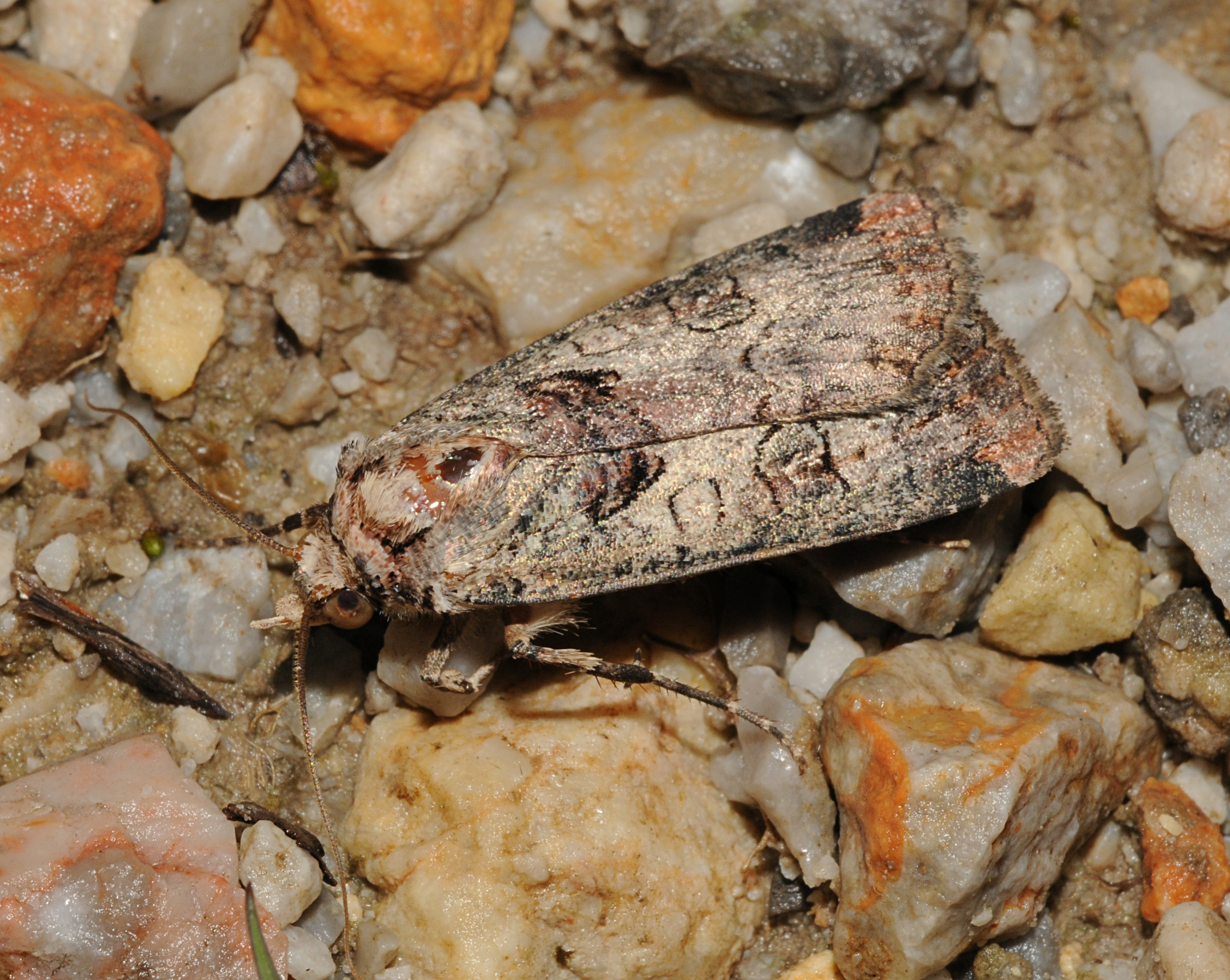